# Protéas
Protéas, en grec ancien Πρωτέας / Protéas, est un Compagnon (hétaire) et un amiral d'Alexandre le Grand. Il est le fils d'Andronicos d'Olynthe et de Lanicé.

## Biographie
Au début de l'expédition d'Alexandre en Asie, il est chargé par le régent Antipater de protéger, avec quinze navires, les îles grecques contre les attaques des Perses. Stationné à Chalcis en Eubée, il s'avance vers Kythnos puis attaque la flotte de Datamès à Sifnos à l'aube, lui capturant huit de ses dix navires. Il rejoint ensuite Alexandre à Sidon à la tête d'une pentécontère. Il accompagne l'expédition par voie terrestre au moins jusqu'en Égypte. Il est connu comme étant un compagnon de beuverie d'Alexandre.